# 알렉산더 헨더슨

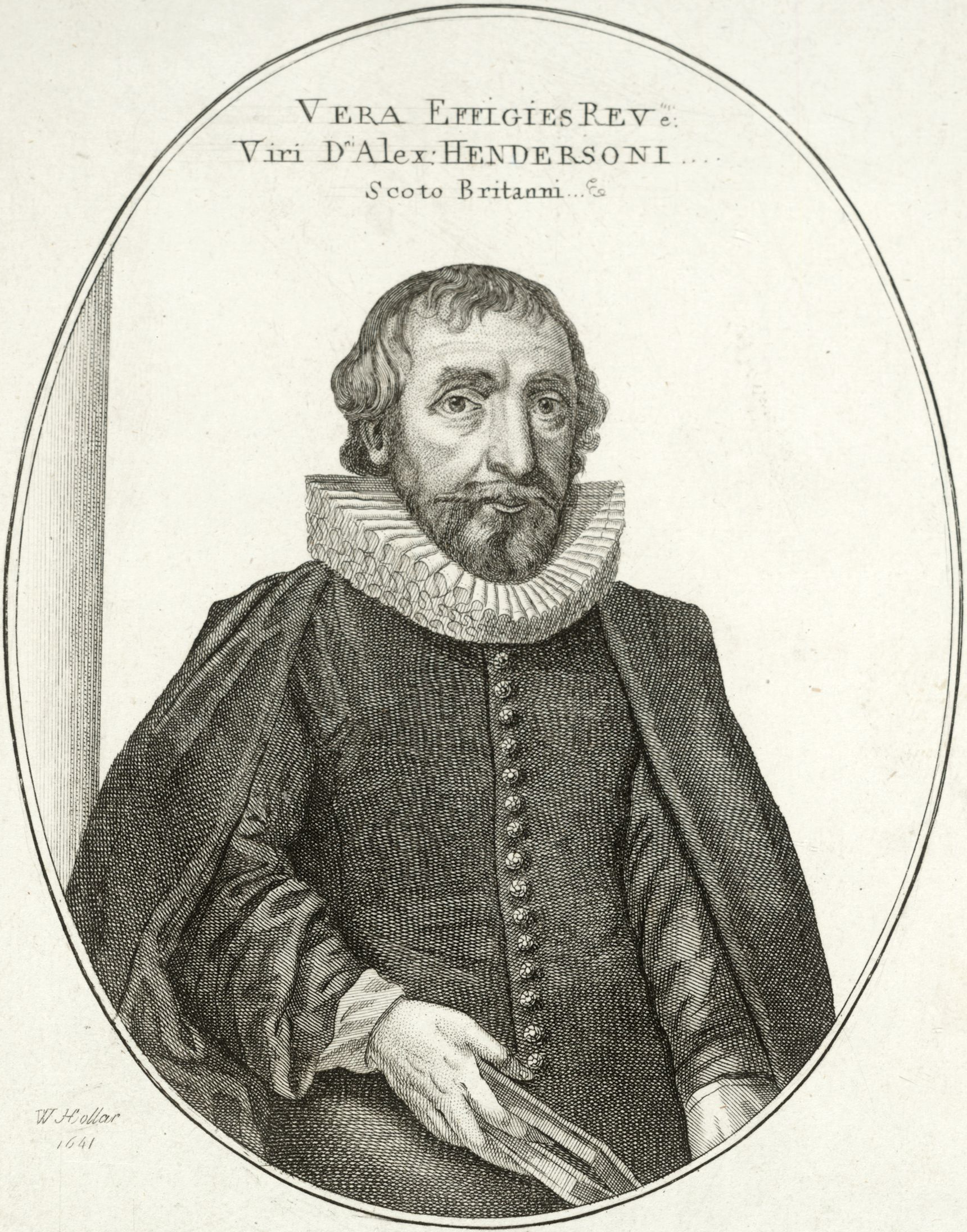
알렉산더 헨더슨

알렉산더 헨더슨( Alexander Henderson; 1583년 - 1646년 8월 19일 )은 스코틀랜드의 신학자이다. 스코틀랜드의 개혁교회의 두번째 창시자이다.
세인트앤드루스 대학교에서 공부를 하였고, 국교도에서 장로교로 바꾸었다. 웨스트민스터 총회에 스코틀랜드로 파송받아 참석하였다.

## 업적
그는 원래 감독제도를 선호하였는 데, 로버트 브루스의 설교를 통해, 감독제가 비성경적임을 깨닫고, 장로교 정치제도에 확신을 가졌다. 그는 국가 언약(1638년 2월 28일)을 체결하는 데 핵심적인 기여를 하였고, 엄숙동맹과 언약의 출현 과정에서도 중요한 역할을 하였다.

## 같이 보기
- 새뮤얼 루더포드